# 泊船寺
泊船寺（はくせんじ）は、東京都品川区にある臨済宗大徳寺派の寺院。

## 概要
1382年（永徳2年）、龍光和尚によって開山された。本尊の阿弥陀如来は海中より出現したものといわれている。
江戸時代初期の住職だった千巌宗億は、北条氏直の孫といわれており、松尾芭蕉と親交があった。そのため、当寺には句碑など俳句に関する遺構が多く残されている。文化年間（1804年～1818年）には、山奴と景山という俳人が当寺を拠点に俳諧を近隣に広め、度々句会が催された。

## 主な句碑
- 芭蕉句碑
- 芭蕉百五拾回忌建立句碑
- 木樨庵楼川居士句碑
- 杜格斎山奴句碑
- 松古庵無楽句碑

## 交通アクセス
- 鮫洲駅より徒歩3分。